# 尼尼扬河
尼尼扬河（法語：Ninian，法語發音：[ninjɑ̃]）是法国布列塔尼大区阿摩尔滨海省与莫尔比昂省的河流，是烏斯特河的左支流，长52千米。